# Banka Masad
Banka Masad (hebrejsky: בנק מסד, Bank Masad, anglicky: Bank Massad) je izraelská banka, kterou ovládá finanční skupina First International Bank of Israel.

## Popis
Banku vlastní ze 49 % učitelský zaměstnanecký svaz a z 51 % First International Bank of Israel. Specializuje se na finanční služby pro zaměstnance školství a financování školských projektů. Má 16 poboček.
Podle dat z roku 2010 byla Banka Masad čtrnáctým největším bankovním ústavem v Izraeli podle výše celkových aktiv. Není ale považována za samostatného hráče na bankovním trhu a je součástí First International Bank of Israel, jež je pátou největší izraelskou bankou.